# Троицкое (Демидовский район)
Троицкое — деревня в Демидовском районе Смоленской области России. Входит в состав Заборьевского сельского поселения. По состоянию на 2007 год постоянного населения не имеет. 
Расположена в северо-западной части области в 12 км к северу от Демидова, в 8 км восточнее автодороги Р133 Смоленск — Невель, на берегу реки Сомоль. В 61 км южнее деревни расположена железнодорожная станция О.п. 416-й км на линии Смоленск — Витебск. 

## История
В годы Великой Отечественной войны деревня была оккупирована гитлеровскими войсками в июле 1941 года, освобождена в сентябре 1943 года.